# Miguel Gila Cuesta
Miguel Gila Cuesta (Madrid, 12 de març de 1919 - Barcelona, 14 de juliol de 2001) fou un humorista i comediant espanyol.
S'inicia com a dibuixant d'humor en la revista La Exedra, editada a Salamanca per un grup d'universitaris els anys 40, i més endavant en La Codorniz, revista dirigida per Álvaro de Laiglesia. També va col·laborar a Don José i Hermano Lobo, però l'èxit li arribà, de forma sorprenent l'any 1951, quan va actuar a Madrid com a espontani al teatre de Fontalba, amb un monòleg sobre la seva experiència en la guerra. A la dècada de 1950, va actuar a la ràdio i inicià una carrera teatral.
Entre el 1968 i el 1985 va residir a l'Argentina, i assolí una gran popularitat amb les seves gires i els seus monòlegs, sovint acompanyat d'un telèfon (és famosa la seva frase "¿Está el enemigo? ¡Que se ponga!" en agafar l'auricular). També va recopilar els seus acudits en llibres (El libro rojo de Gila), els seus monòlegs en discs, els seus contes i escrits humorístics en altres llibres.
Quan tornà a Espanya, s'instal·la a Barcelona, on ja havien viscut els seus pares i ell mateix de jove i on morirà. Dibuixà un acudit diari (titulat "Encuentros en la tercera edad") a les pàgines d'El Periódico, fins a la seva mort, l'any 2001, a Barcelona. Fou enterrat al cementiri de les Corts.
Va rebre el Premi Internacional d'Humor Gat Perich, entre altres reconeixements.

## Obres
- Un borrico en la guerra. Barcelona: Dima (1967)
- De Gila con humor, Madrid: Editorial Fundamentos (1985)
- Yo muy bien y usted?, Madrid: Ediciones Temas de Hoy, SA. (1994)
- Y entonces nací yo, Madrid, Ediciones Temas de Hoy, SA. (1995)
- Memorias de un exilio, Salamanca. Ediciones Universidad Salamanca (1998)
- Encuentros en el más allá, Madrid: Ediciones Temas de Hoy, S.A.,(1999).
- Siempre Gila: Antología de sus mejores monólogos, Madrid: Aguilar, (2001)
- Cuentos para dormir mejor, Barcelona, Planeta, (2001)
- Tipologilas, Barcelona: Círculo de Lectores, (2002).

## Vídeos
- Monòleg sobre la guerra.
- Monòleg 'Historia de mi vida' Arxivat 2008-05-12 a Wayback Machine..